# Nothoscordum serenense
Nothoscordum serenense är en amaryllisväxtart som beskrevs av Pierfelice Ravenna. Nothoscordum serenense ingår i släktet vaniljlökar, och familjen amaryllisväxter. Inga underarter finns listade i Catalogue of Life.